# 回転斜板

回転斜板のアニメーション　回転するシャフトおよびプレートは銀色、固定されたプレートは金色で表されている。6本のシャフトは、金色のプレートに沿って往復運動を行う。

回転斜板（かいてんしゃいた、英語：スワッシュプレート）とは、1917年にアンソニー・ミッチェル（Anthony George Maldon Michell）によって発明された、回転するシャフトの動きを往復運動などに変換する機械装置である。その動作原理は、エンジンにおけるクランクシャフト、スコッチ・ヨーク、ならびにウォブル、ヌテイターまたはZクランク・ドライブと類似している。元々は、クランクシャフトに代わるものとして発明されたこの方式は、クランクレス・エンジンにおいて最も一般的に用いられている。斜板を回転させてピストンを駆動することもでき、ポンプやコンプレッサーとしても用いられる。

## 構造
回転斜板は、1本のシャフトと、それに取り付けられた1枚のディスクで構成される。ディスクをシャフトに対して垂直に取り付けた場合は、シャフトが回転しても、ディスクが回転するだけで、往復運動（またはスワッシュプレート効果）は生じない。一方、ディスクを斜めに取り付けた場合は、定点から見ると、ディスク外周の軌跡がシャフトの軸方向に揺れ動いて見える。ディスクのシャフトに対する取り付け角度が大きいほど、この見かけ上の直線運動は顕著になる。フォロワー（従節）をディスク（原節）の側面外周に近い箇所に押し付けることにより、この見かけ上の直線運動を実際の運動に変換することができる。この装置の構造は、カムに類似している。

## 用途
回転斜板エンジンは、回転斜板をクランクシャフトの代わりに用いることにより、ピストンの動きを回転運動に変換するものである。この機構は、内燃機関およびスターリングエンジンの双方で用いられている。デューク・エンジン社は、1993年からこの方式を用いたエンジンの開発に取り組んでいる。
アキシャル・ピストン・ポンプ（斜板式ポンプ）とは、シャフトと同軸に並べられたピストンを回転斜板を用いて運動させ、液体を送り出すものである。回転斜板を用いた流体ポンプは、原動軸の回転数に関係なく、斜板の角度を変化させることによりピストンのストローク（つまり吐出量）を動的、また無段階に調整することができる。近年の自動車用エアコンのコンプレッサーに多く用いられている他、油圧ポンプ、無段変速機などとして利用されている。
ヘリコプターに用いられているスワッシュプレートは、回転するプレートと固定されたプレートの2枚のプレートで構成され、メイン・ローター・シャフトと同軸に配置されている。回転プレートはローター・ヘッドとリンクで連結され、固定プレートは操縦系統にリンクで連結されている。固定プレートの傾きは、回転プレートに伝えられ、ローター・ブレードに連結されたリンクに往復運動を与える。このサイクリック・ピッチと呼ばれるピッチ制御機能により、ヘリコプターのローターが発する推力を所望の方向に制御することができる。
ヌテーティング流量計（英語：Nutating flowmeter）およびポンプは、回転斜板の揺動と似た動きをするが、その動きを往復運動に変換しない場合もある。
アクティブ式フェーズドアレイ・レーダーは、それが指向している方向から60度の範囲を電子的に走査することが可能である。レーダーを回転斜板に取り付けることにより、機械的に走査範囲を広げることができる。回転斜板を40°の角度で取り付け、総計200°の範囲を走査できるようするのが一般的である。